# Glencoe, Skottland

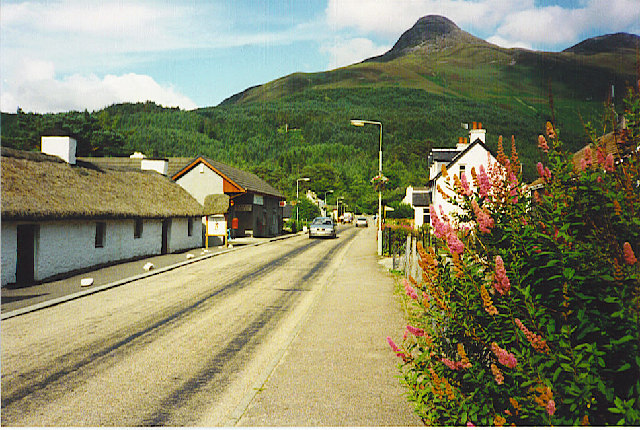
Glencoe (1994)

Glencoe (skotsk gaeliska: Gleann Comhann eller A’ Chàrnaich) är en by i Skotska högländerna, där floden Coe mynnar ut i Loch Leven vid dalen Glen Coe, som är bekant för sin romantiska skönhet och än mer genom den hemska så kallade Glencoemassakern (1692). Orten har 377 invånare (2011).